# Kaple svatého Petra a Pavla (Veselá)
Kaple svatého Petra a Pavla ve Veselé je empírová zděná kaple se zvonicí z roku 1830. Od roku 1967 je památkově chráněná.

## Historie
Kaple stojí na návsi na místě původní dřevěné zvoničky. V roce 1830 byla vystavěna kamenná zvonička, která byla v roce 1898 opravena a byla k ní přistavena kaple. Mezi lety 1918–1938 byla na vnější zdi kaple deska se jmény padlých v první světové válce. V roce 1956 byla kaple omítnuta.

## Popis

### Architektura

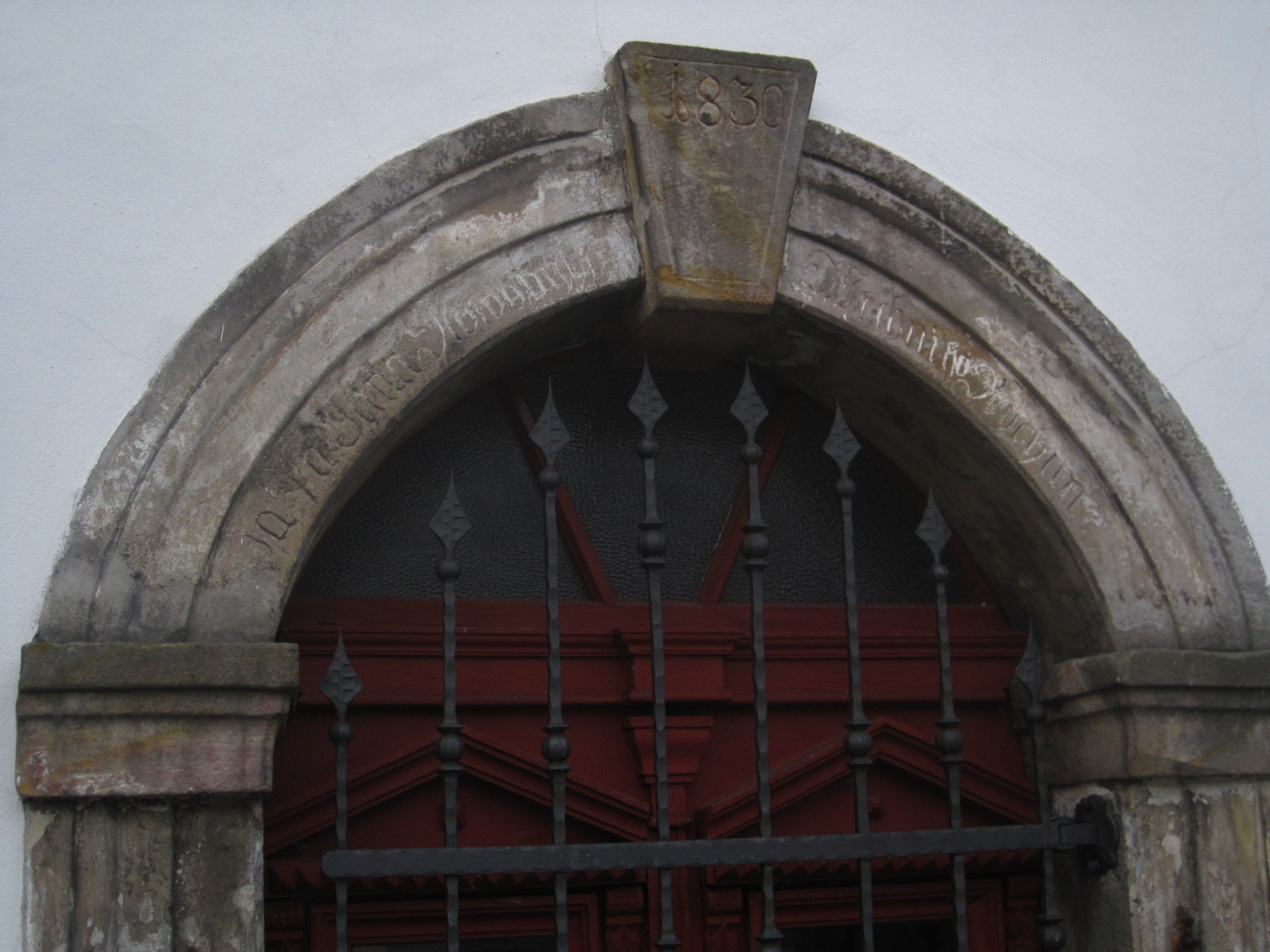
Portál s datací 1830

Věž je vystavěna z pískovcových kvádrů. Zvenku je členěna dvěma římsami. Dveře jsou zaklenuty bohatě zdobeným kamenným portálem. Přízemí věže zaklenuté plochou plackou slouží jako vstupní předsíň kaple. Na vrcholu křížové střechy spočívá čtyřboká zvonička. Loď kaple je vystavěna z cihel. Její strop je zaklenut valenou klenbou. Po stranách kaple jsou dvě půlkruhově zakončená okna, nad oltářem na západní straně je okno kruhové. Patro věže je přístupné po žebříku otvorem z lodi.

### Vybavení
Autorem dřevěného oltáře je František Kouška. Oltářní obraz sv. Petra a Pavla maloval Rudolf Livora.  V přízemí zvonice se nachází obraz archanděla Gabriela a Rafaela s krucifixem.
Po stranách oltáře jsou novodobé nástěnné malby andílků.
Původní zvonek od zvonaře Diepolda z Prahy byl zrekvírován za války.